# Francisco Luna Llamas
Francisco Luna Llamas (n. Cuzco, 1877 - ?) fue un hacendado y político peruano. Forma parte de la Familia Luna de Acomayo, hacendados y políticos. Su padre Manuel Tomás Luna Mujica fue diputado en los años 1860 y 1870, su hermano Manuel Teófilo fue diputado en los años 1870 y senador por el departamento del Cusco entre 1899 a 1910 y su hermano Augusto fue diputado por la provincia de Acomayo entre 1895 y 1912. Ello además de la rama de Federico Luna Aranibar quienes también ocuparon cargos políticos en la provincia de Acomayo y el departamento del Cusco.
Fue elegido diputado por la provincia de Abancay en el congreso reunido en Arequipa en 1883 por el presidente Lizardo Montero luego de la derrota peruana en la guerra con Chile.
En 1901 fue elegido diputado suplente por la provincia de Cotambas y reelecto en 1907 durante la República Aristocrática.